# Panare
Le Panare sono un evento tradizionale salentino che si tiene ogni anno a Spongano il 22 dicembre.

## La Panara
In dialetto salentino, con il termine "panara" si intende il cesto di canne e polloni di ulivo intrecciati. In occasione della festa del 22 dicembre, panare di grandi dimensioni vengono sapientemente riempite di sansa e addobbate con palme, edera e altri abbellimenti combustibili per esibite in pubblico, accese e portate in corteo, e poi lasciate bruciare in un'area comune per tutta la notte.

## La festa e le sue origini
La Festa del 22 dicembre è una singolare e antica festa del Fuoco, legata ad una pratica rituale dei frantoiani impegnati nei tanti frantoi che in un tempo erano molto numerosi a Spongano.
La nascita e l’origine delle “Panare” si perdono nel tempo e sarebbe suggestivo farle risalire alle feste del fuoco che nell’antichità si svolgevano in prossimità del solstizio d’inverno tra cui quella pagana del Sol Invictus su cui si è poi innestato il Natale.
Sono molteplici le analogie con le feste che si celebravano per ottenere la benevolenza del Dio Sole e che presentavano come elemento caratterizzante il culto del fuoco come apportatore di salute, benessere, ricchezza e vita. Ad esempio il gesto rituale di raccogliere del fuoco dal falò acconciato dalle “Panare” per portarlo nel braciere di casa propria non era solo un’esigenza dettata dalle povertà ma un vero e proprio atto propiziatorio (si diceva per devozione) con cui ogni famiglia rinsaldava i suoi legami con l’intera comunità prendendo parte alla prosperità generale. In altri paesi sono ancora in uso oggi riti del tutto simili dove al centro delle feste invernali c’è il ceppo di Natale o “Confuoco” nome nel quale è messo bene in evidenza il legame fra i vari nuclei familiari della comunità intera.
In questo periodo dell'anno, i frantoi erano in piena attività per la molitura delle olive e i frantoiani si dedicavano all'allestimento di una panara, riempiendola di sansa, scarto della lavorazione dell'olio, e adornandola per poi accenderla e portarla in corteo per le vie del il giorno della festa.
In principio le Panare erano realizzate esclusivamente dai frantoi della comunità e venivano caricate su un carretto tirato a mano, oppure su un carro trainato. Ogni Panara, anche se il frantoio era decentrato rispetto al percorso, aveva il diritto di uscire accompagnata dalla musica di una bandinella; la banda andava a prenderla ed essa si metteva in coda al corteo che proseguiva nella raccolta delle rimanenti.
La prima panara era ed è ancora quella della “Casa cranne” vale a dire del palazzo del barone Bacile, o più precisamente del suo frantoio; e per lungo tempo proprio piazza Bacile è stato il punto d’arrivo del corteo. Non è stato tuttavia l’unico sito utilizzato per l’occasione anzi ve ne sono stati diversi: dalla piazza principale, quando si chiamava piazza Mercato (probabilmente cambiata perché all’epoca troppo piccola) a via Fratelli Rosselli o al largo vicino al Mercato coperto in tempi più recenti.
Il numero delle panare indicava se l’annata era stata buona o grama poiché corrispondeva al numero dei frantoi in attività.
A cavallo degli anni Ottanta le “Panare” hanno conosciuto un momento di scarsa partecipazione: erano infatti poche (molti dei tradizionali frantoi rimanevano inattivi con l’avvento delle moderne mulinove in grado di molire più ulive con costi più bassi) e l’entusiasmo della gente per questa festa si era ridotto in parte per l’uso smodato dei mortaretti che pure, se usati con criterio, fanno parte della tradizione.
È in questo periodo che un gruppo di persone, pur non facendo parte di un frantoio ma comunque pratiche del mestiere, decise di fare una sua Panara. Quello che poteva sembrare una rottura della tradizione ha rappresentato invece l’inizio di una partecipazione più attiva da parte della gente del paese. Nell'edizione del 1987, il Gruppo di Ricerca e Sperimentazione - musica popolare , inserendosi in questo spirito nuovo, ha voluto riproporre la Panara quanto più vicina alla tradizione e l’ha acconciata su un carretto tirato dai suoi componenti, sotto la supervisione di Salvatore Bramato.

## Santa Vittoria
Sono in molti a ricercare un legame della festa delle Panare con la patrona della comunità, Santa Vittoria, associando il suo martirio al fuoco. In realtà, Santa Vittoria non fu bruciata in un rogo, ma venne trafitta da una spada.
Malgrado la festa non abbia alcun riferimento con la Patrona, in segno di devozione nei confronti della Protettrice, sulla maggior parte delle Panare è apposto un ritratto della Santa.

## Letteratura
Il medico Giuseppe Corvaglia ha partecipato all'edizione del 2016 del Premio Letterario "Pietra Filosofale" di Pietra Ligure, con la favola per bambini dal titolo "Pissinchio, il fuoco e la Panara".